# Финч, Дэниэл, 8-й граф Уинчилси
Дэниел Финч, 8-й граф Уинчилси, 3-й граф Ноттингем (англ. Daniel Finch, 8th Earl of Winchilsea and 3rd Earl of Nottingham; 24 мая 1689 — 2 августа 1769) — британский пэр и политик. Он носил титул учтивости — лорд Финч с 1689 по 1730 год.
Титулы: 8-й граф Уинчилси (Пэрство Англии), 3-й граф Ноттингем (Пэрство Англии), 8-й виконт Мейдстон (Пэрство Англии), 3-й барон Финч из Давентри в графстве Нортгемптоншир (Пэрство Англии), 9-й баронет Финч из Иствуэлла в графстве Кент (Баронетство Англии) и 3-й баронет Финч (Баронетство Англии).

## Происхождение

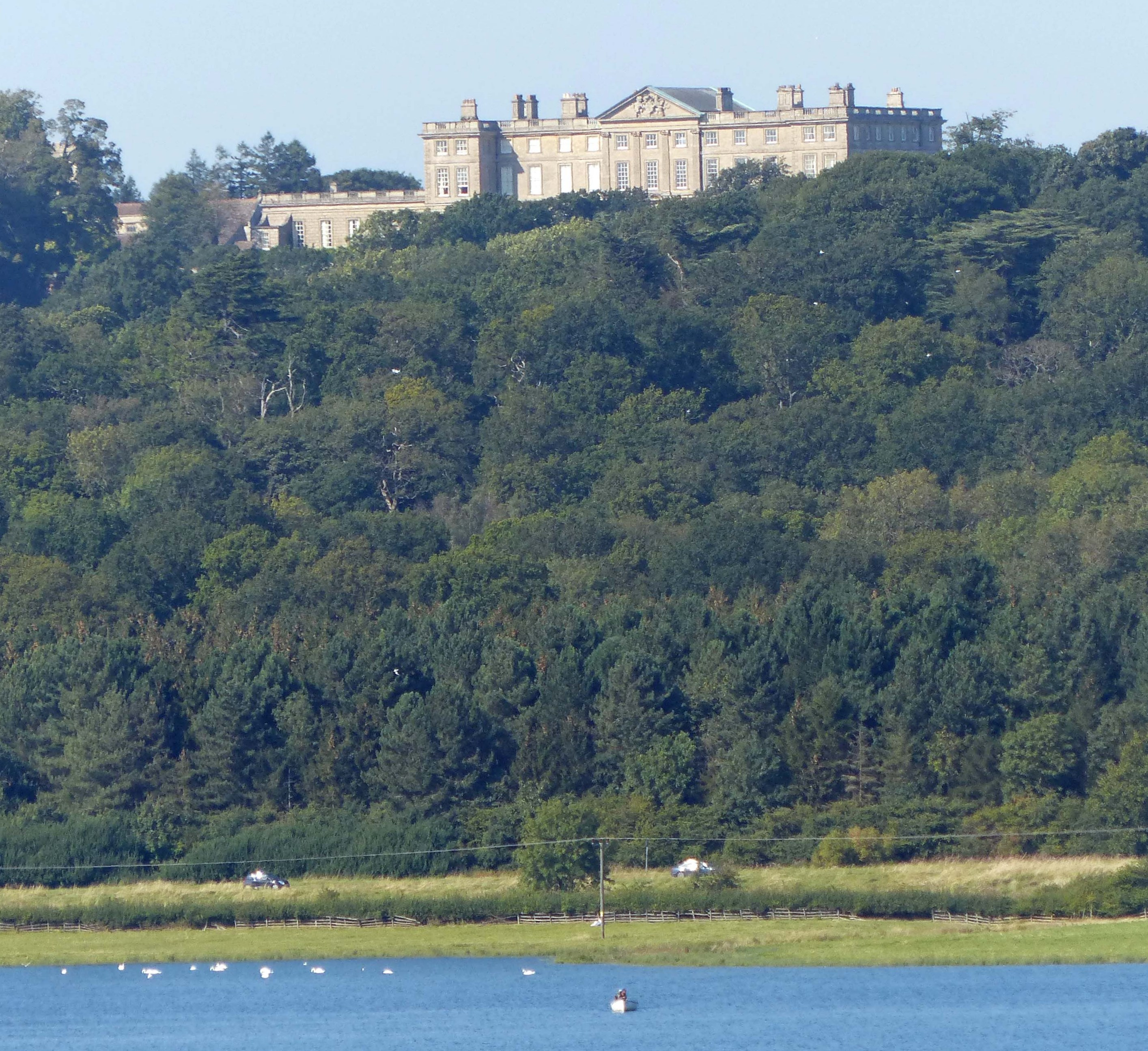
Дом Берли на холме из Ратленд-Уотерс

Родился 24 мая 1689 года. Старший сын Дэниэла Финча, 2-го графа Ноттингема (1647—1730), и его второй жены Энн Хэттон (1668—1743), дочери Кристофера Хэттона, 1-го виконта Хэттона. Его отец был видным политиком-тори, одним из немногих ведущих тори, активно поддерживавших Ганноверскую династию.
Он получил образование в Вестминстерской школе и в колледже Крайст-черч Оксфордского университета.

## Карьера

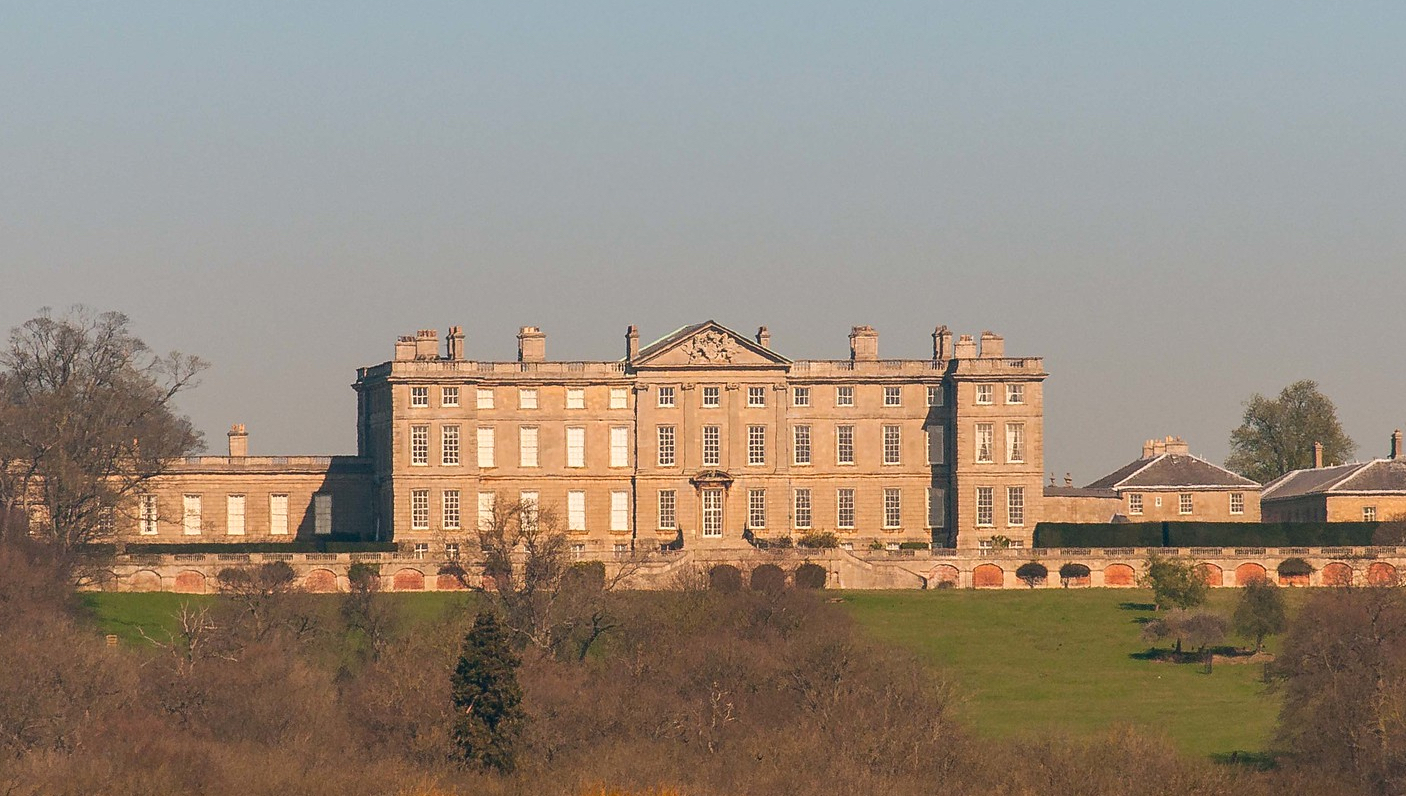
Дом Берли-он-Хилл недалеко от Окема в Ратленде, построенный в 1690-х годах Дэниелом Финчем, 2-м графом Ноттингемом.

Лорд Финч заседал в Палате общин Великобритании от Ратленда в 1710—1730 годах. Он служил контролером королевского двора в 1725—1730 годах.
Лорд опочивальни принца Уэльского с 1714 по 1716 год, лорд казначейства с 1715 по 1716 год, член Тайного совета Великобритании в 1725 году.
1 января 1730 года после смерти своего отца Дэниэл Финч унаследовал титулы 8-го графа Уинчилси и 3-го графа Ноттингема, став членом Палаты лордов Великобритании.
В 1739 году он поддержал основание госпиталь для подкидышей в Лондоне, благотворительной организации, предоставляющей дом и образование некоторым из многочисленных брошенных детей столицы, и был одним из первых губернаторов.
Хотя его отец был сторонником Роберта Уолпола, лорд Уинчилси стал сторонником лорда Картерета в так называемой «Патриотической оппозиции». Когда Джон Картерет стал премьер-министром в 1742 году, лорд Уинчилси вошел в состав его правительства, став первым лордом Адмиралтейства (1742—1744). Позже он вступил в союз с герцогом Ньюкаслом и старыми вигами и занимал пост лорда-президента Совета в правительстве маркиза Рокингема (его племянника) (1765—1766). В 1752 году он был произведен в рыцари ордена Подвязки.

## Браки и дети

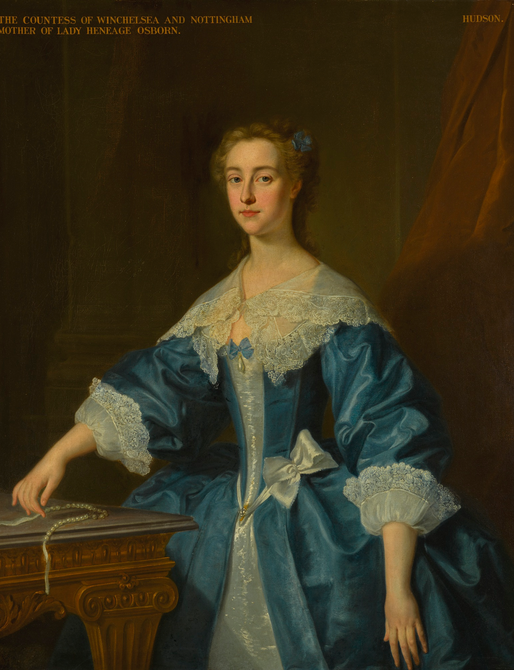
Мэри Палмер, графиня Уинчилси и Ноттингем (ок. 1712—1757), портрет работы Эноха Симана

Лорд Уинчилси был дважды женат. В декабре 1729 года он женился первым браком на леди Фрэнсис Филдинг (20 января 1709 — 3 октября 1734), дочери Бэзила Филдинга, 4-го графа Денби,, и его жены Эстер Файрбрейс. Дети от первого брака :
- Леди Шарлотта Финч, умерла незамужней[4] .

19 января 1737/1738 года он женился вторым браком на Мэри Палмер (ок. 1712 — 8 августа 1757), второй дочери сэра Томаса Палмера, 4-го баронета Уингема, от его жены Элизабет Маршам, сестры Роберта Маршама, 1-го баронета Ромни, и дочери сэра Роберта Маршама, 4-го баронета. От своей второй жены у него было восемь дочерей, только четыре из которых дожили до зрелого возраста, Хенидж, Эссекс, Хаттон и Огаста:
- Леди Мэри Финч (род. 7 декабря 1739)[5]
- Леди Фрэнсис Финч (род. 24 октября 1740)[6]
- Леди Хенидж Финч (1 декабря 1741 — 4 мая 1820) которая в 1788 году вышла замуж за генерал-майора сэра Джорджа Осборна, 4-го баронета[4]
- Леди Энн Финч (род. 9 июня 1743)[7]
- Леди Джорджина Финч (род. 10 июля 1744)[8]
- Леди Эссекс Финч (род. 1 января 1746)[9]
- Леди Хаттон Финч (23 февраля 1747—1829)[10], умерла незамужней
- Леди Огаста Элизабет Финч (14 февраля 1751—1797)[11], умерла незамужней[4].

Сестрой графини Уинчилси была Энн Палмер, она была замужем за младшим братом 8-го графа Уинчилси, достопочтенным Эдвардом Финчем (позже Финч-Хэттоны), что делало их детей двоюродными братьями и сестрами; позднее титул перешел к внуку Эдварда и Энн, Джорджу Финчу-Хэттону, 10-му графу Уинчилси.

## Смерть и погребение
Лорд Уинчилси скончался в 1769 году и был похоронен в церкви Иствуэлл, недалеко от своей резиденции. Поскольку он умер без мужского потомства, его титулы, вместе с его поместьями в Берли и других местах, перешли к его племяннику Джорджу Финчу, 9-му графу Уинчилси, сыну его младшего брата и дипломата, Уильяма Финча. Он оставил свои владения в Кенте, включая парк Иствуэлл, своему другому племяннику Джорджу Финчу-Хэттону, сыну его брата Эдварда Финча.